# Carlik Jones
Carlik Anthony Jones (ur. 23 grudnia 1997 w Cincinnati) – amerykański koszykarz, występujący na pozycji rozgrywającego.
1 stycznia 2022 zawarł 10-dniową umowę z Denver Nuggets. 11 stycznia 2022 powrócił do składu Texas Legends. 16 grudnia 2022 podpisał kontrakt z Chicago Bulls na występy zarówno w NBA, jak i zespole G-League – Windy City Bulls. 23 października 2023 został zwolniony.

## Osiągnięcia
Stan na 29 października 2023, na podstawie, o ile nie zaznaczono inaczej.

### NCAA
- Uczestnik rozgrywek turnieju NCAA (2018)
- Mistrz:
  - turnieju konferencji Big South (2018)
  - sezonu regularnego Big South (2019, 2020)
- Koszykarz roku konferencji Big South (2020)[8]
- MVP turnieju Big South (2018)
- Najlepszy pierwszoroczny zawodnik konferencji Big South (2018)
- Zaliczony do:
  - I składu:
    - All-Big South (2019, 2020)
    - All-ACC (2021)
    - turnieju Big South (2018, 2020)
    - najlepszych pierwszorocznych zawodników Big South (2018)

  - składu honorable mention:
    - All-American (2021 przez Associated Press)
    - All-Big South (2018)
- Zawodnik tygodnia konferencji Big South (11.02.2019, 7.01.2019, 25.11.2019, 9.12.2019, 23.12.2019, 13.01.2020, 3.02.2020)
- Najlepszy pierwszoroczny zawodnik tygodnia konferencji Big South (13.11.2017, 27.11.2017, 27.12.2017, 2.01.2018, 8.01.2018, 22.01.2018, 19.02.2018)

### Reprezentacja
- Lider mistrzostw świata w średniej asyst (2023 – 10,4)[9]